# Brevimetopia silenciosa
Brevimetopia silenciosa är en insektsart som beskrevs av Carolina Godoy 2005. Brevimetopia silenciosa ingår i släktet Brevimetopia och familjen dvärgstritar. Inga underarter finns listade i Catalogue of Life.